# Glischropus
Glischropus là một chi động vật có vú trong họ Dơi muỗi, bộ Dơi. Chi này được Dobson miêu tả năm 1875. Loài điển hình của chi này là Vesperugo tylopus Dobson, 1875.

## Các loài
Chi này gồm các loài: